# A Child's Garden of Dreams
A Child's Garden of Dreams is een compositie voor harmonieorkest van de Amerikaanse componist David Maslanka. Het stuk is geschreven in opdracht van John P. en Marietta Paynter voor het Northwestern University Symphonic Wind Ensemble. De première werd verzorgd door het Northwestern University Symphonic Wind Ensemble onder leiding van John P. Paynter in Evanston (Illinois) op 26 februari 1982. Diverse Amerikaanse orkesten hebben van dit werk een opname op cd gemaakt.